# Kapalabhati

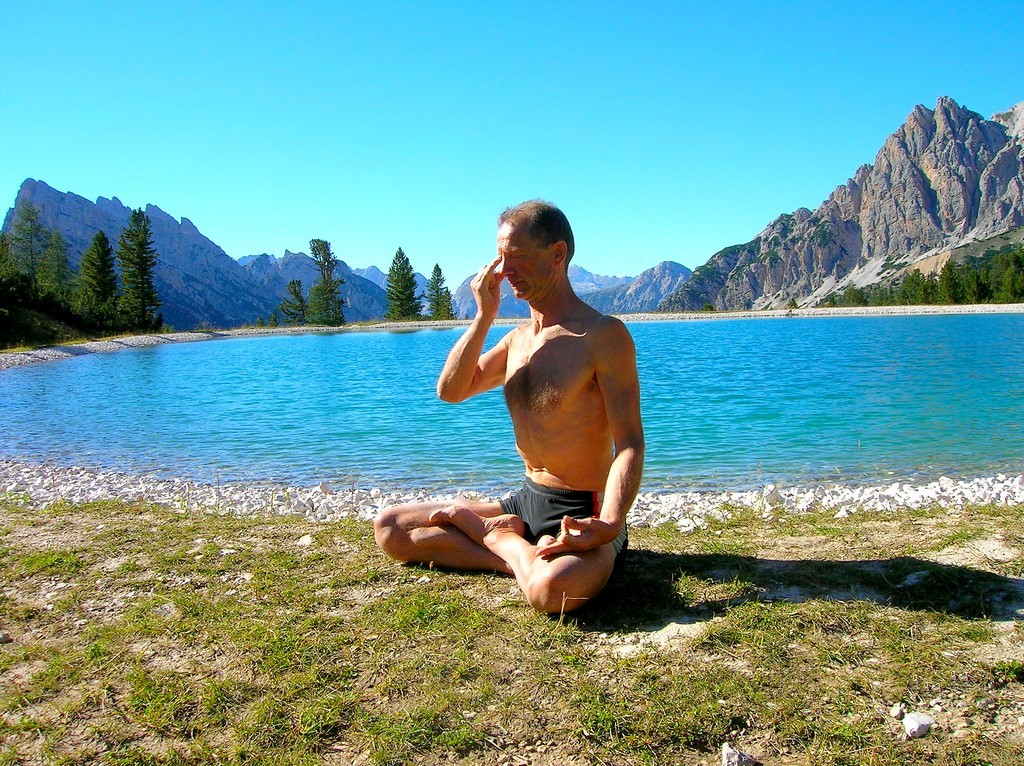
Kapalabhati

Kapalabhati (Sanskriet, f., कपालभाती, kapālabhātī) is een ademhalingstechniek uit de kundalini yoga die net als agni prasana uit hatha yoga ook wel vuurademhaling wordt genoemd. Kapalabhati is een van de zes shatkarma's uit de kriya's in hatha yoga. Kapalabhati wordt door middel van ademhalingstechniek uitgevoerd. 'Kapala' wil zeggen schaal of schedel; 'bhati' betekent licht of stralen, met andere woorden dat wat verlichting brengt. Van kriya's wordt beweerd, dat ze het lichaam reinigen door het prikkelen van de afscheidingsmechanismen van het lichaam.
Bij de uitademing worden de buikspieren plotseling ingetrokken, waardoor het middenrif omhoogkomt en de lucht uit de longen wordt geperst. De uitademing is langer dan de inademing en is daarnaast passiever en stil. Bij de inademing worden de spieren krachtig ontspannen, waardoor er lucht in de longen kan stromen. De inademing gebeurt kort, actief en is goed hoorbaar.
Bij kapalabhati wordt er gebruikgemaakt van de middenrifademhaling, ofwel gebruikmaking van het middenrif en niet van de borstkas. Kapalabhati wordt in de regel met een duidelijke nadruk op de uitademing uitgeoefend: deze is krachtig en actief, terwijl de inademing passief en reagerend blijft. De uitademing gebeurt in deze oefening door een krachtvol intrekken van het buikoppervlakte naar binnen. Deze ademhaling wordt in een snel ritme meerdere keren kort, snel en sterk achter elkaar herhaald. Hierbij worden de longen als pomp gebruikt. Hierbij wordt zoveel druk gecreëerd, dat de lucht slijm en smeer uit de longen via de neusgaten naar buiten brengt. Er wordt tussen korte, explosieve inademingen en een lichtelijk langere passieve uitademing gewisseld, waarbij de vuisten als drukmiddel op de buik staan geplaatst.
Kapalabhati wordt door yogi's gewaardeerd, omdat er een gevoel zou ontstaan dat het hoofd leeg wordt en de vloed aan gedachten onderbroken wordt. Gezien de drukontwikkeling, moet er voorzichtig omgegaan worden met deze techniek. Bijvoorbeeld door te beginnen met langzame oefeningen. Ook zetten critici vraagtekens bij deze oefening, gezien er net als bij hyperventilatie in korte tijd een grote hoeveelheid zuurstof naar de hersenen wordt gebracht. Kriya's zijn in het algemeen omstreden en sommige kunnen gevaarlijk zijn. Zowel in India als in het Westen zijn er yogascholen die de reinigingstechnieken wel en die ze niet uitoefenen en verschillen de meningen of de kriya's in de huidige tijd nog van waarde zijn.

## Varianten
Een variant op deze ademhaling is een combinatie van kapalabhati met nadi sodhana (de wisselademhaling): in dit geval wordt er steeds alleen door één neusgat geademd, terwijl de andere dicht wordt gehouden. De wisseling kan ofwel na een vaststaand aantal inademingen of tussen elke in- en uitademing plaatsvinden. Deze laatste variant is het moeilijkst.

## Kapalabhati of bhastrika?
Een oefening die weleens met kapalabhati wordt verwisseld, is de bhastrika (blaasbalg). Hoewel ze op elkaar lijken zijn er enkele belangrijke verschillen.
Het essentiële verschil tussen beide, is dat kapalabhati een kriya (reinigingsoefening) is en bhastrika een pranayama (ademhaling) Er zijn echter ook yogi's die de kapalabhati eveneens tot de pranayama rekenen, zoals Fred van Beek en binnen Sivananda-yoga Swami Vishnu Devananda .
Daarnaast betekent kapalabhati schedel glanzen en er moet na de beoefening ervan het gevoel ontstaan van een heldere geest. Bhastrika betekent blaasbalg en als deze oefening uitgevoerd wordt, dan moet de buik als blaasbalg fungeren. Wanneer dat niet zo is, dan is er geen sprake van respectievelijk kapalabhati of bhastrika.
Ook bij bhastrika is er een variant, waarbij de neusgaten afwisselend gesloten worden. Volgens André Van Lysebeth kan kapalabhati onder bepaalde omstandigheden ook door astmapatiënten worden uitgevoerd, terwijl dit bij bhastrika voor mensen met problemen aan de luchtwegen taboe is.
volledige ademhaling · middenrifademhaling · flankademhaling · sleutelbeenademhaling · mondademhaling · neusademhaling

abhyantara bahya stambha vritti · activerende ademhaling · agni prasana · anuloma · anuloma viloma · bhastrika · brahmari · chandra bhedana · chatur mukhi · dirgha sukshma · kapalabhati · kevala kumbhaka · kumbhaka · murcha · nadi sodhana · ohm sahita rechaka · plavini · prachhardana · prana apana samyukta · pratiloma · sahita kumbhaka · sama vritti · samanu · sapta vyahrita · sargarbha sahita kumbhaka · sarva dwara baddha · sithali · sitkari · stambha vritti · sukha purvaka · suksama shwasa prashwasa · surya bhedana · tri bandha kumbhaka · ujjayi · vaya viya kumbhaka · viloma · visama vritti